# 沙尔考
沙尔考（德語：Schalkau，發音：[ˈʃalkaʊ] ⓘ）是德国图林根州松讷贝格县的城市，面积44.02平方千米，2023年12月31日人口为3,199人。2019年1月1日，市镇巴赫费尔德并入沙尔考。